# Вентури, Аркадио
Аркадио Вентури (итал. Arcadio Venturi, 18 мая 1929, Виньоола) — итальянский футболист, играл на позиции полузащитника. По завершении игровой карьеры — футбольный тренер.
Выступал в Серии А за «Рому» и «Интернационале», а также национальную сборную Италии.

## Клубная карьера
Во взрослом футболе дебютировал в 1947 году выступлениями за команду клуба «Виньйолезе», в которой провел один сезон.
Своей игрой привлек внимание представителей тренерского штаба столичной «Ромы», к составу которого присоединился летом 1948 года. 19 сентября 1948 года Вентури дебютировал за «волков» в матче против «Болоньи» (1:2) и с тех пор стал стабильным основным форвардом клуба, забив 100 голов в 288 чемпионата на протяжении девяти сезонов. В том числе сыграл 37 матчей (6 голов) в сезоне 1951/52, когда команда выступала в Серии Б и помог ей с первой попытки выиграть второй дивизион и вернуться в высший итальянский дивизион. Являлся капитаном клуба с 1953 года по 1957 год.
На протяжении 1957—1960 годов защищал цвета «Интернационале», но игроком основы не был.
Завершил профессиональную игровую карьеру в «Брешии», за которую выступал на протяжении сезона 1960/61 годов, сыграв 26 матчей в Серии Б, в которых забил 2 гола.

## Выступления за сборную
11 ноября 1951 года дебютировал в официальных матчах в составе национальной сборной Италии в товарищеской игре против сборной Швеции, которая завершилась вничью 1:1.
В следующем году в составе сборной был участником Олимпийских игр 1952 года в Хельсинки, где сыграл в обоих матчах своей команды на турнире. В первом матче против сборной США Вентури забил один из голов итальянцев и помог разгромить соперника со счетом 8:0, однако уже во второй игре итальянцы были биты венграми 0:3 и покинули турнир.
Всего в течение карьеры в национальной команде, которая длилась 3 года, провел в форме главной команды страны 6 матчей, забив 1 гол.

## Карьера тренера
По завершении игровой карьеры стал тренером молодёжной команды «Интернационале». В частности помог становлению будущей легенды «Интера» и сборной Италии Джузеппе Бергоми.
С приходом на тренерский мостик «Интера» Джованни Трапаттони в 1986 году, Вентури был утвержден на должности помощника тренера главной команды. 1991 года вместе с Трапаттони перешёл на работу в «Ювентус», где также занимал должность помощника тренера.
После того, как летом 1994 года Трапаттони покинул «Ювентус», Вентури стал директором «Болоньи», где проработал несколько лет, после чего отошёл от дел.